# Ladislao de Gauss
Pour les articles homonymes, voir Gauss (homonymie).
 (février 2022).
Si vous disposez d'ouvrages ou d'articles de référence ou si vous connaissez des sites web de qualité traitant du thème abordé ici, merci de compléter l'article en donnant les références utiles à sa vérifiabilité et en les liant à la section « Notes et références ».
Ladislao de Gauss, né à Budapest le 6 juillet 1901 et mort à Trieste le 2 février 1970, est un peintre italien d'origine hongroise.

## Biographie
Hongrois de naissance, Ladislao de Gauss, issu d'une famille noble, est un peintre pionnier de l'avant-garde européenne.
Il devient rapidement le principal représentant de l'avant-garde du XXe siècle, après avoir été diplômé de l'Académie des Beaux-Arts de Budapest. Il a vécu à Venise et à Trieste, où il a été professeur à l'université d'État.
En 1936, il participe à la Biennale de Venise en tant que représentant de la Hongrie.
Il a également peint à l'huile et à l'aquarelle, les motifs de la nature morte et des maisons et rues de la périphérie de Rijeka et les paysages orthodoxes, les marins et la vie des pêcheurs, mais surtout ses paysages devinrent marins connus. De Gauss Crée des peintures murales, des photos d'art, des graphiques et des illustrations.
Il a réalisé les mosaïques des parois latérales de l'église du Sacré-Cœur de Rijeka et de l'église d'Ognissanti.

## Musées
- Galerie de photos du Palais du Quirinal, Rome
- MMSU - Musée d'Art moderne et contemporain (Rijeka)
- Galerie nationale de Slovénie
- Musée de la Révoltelle

## Expositions
- 1925 : Salon National de la Marine, Rome
- 1927 : Salon National de la Marine, Rome
- 1927 : Cercle Artistique de Trieste
- 1936 : Biennale de Venise, XXe exposition internationale d'art
- 1943 : Trieste
- 1944 : Francfort, Allemagne
- 1945 : Hambourg, Allemagne
- 1946 : Oslo, Norvège
- 1954 : Buenos Aires, Argentine